# Guy Robert (musicien)
Pour les articles homonymes, voir Guy Robert.
Guy Robert, né à Tarbes le 22 mars 1943 et mort à Saumur le 30 mars 2020, est un luthiste, interprète de musique ancienne et contemporaine, professeur et directeur d'ensembles de musique ancienne. Il est le fondateur et directeur de l'Ensemble Perceval.

## Biographie
Guy Robert naît le 22 mars 1943 à Tarbes,.
Guitariste de formation autodidacte, il aborde le luth et reçoit en 1967 le prix de la fondation de la vocation. Il collabore avec plusieurs ensembles de musiques anciennes, notamment l'Ensemble polyphonique de l'ORTF de Charles Ravier et La Grande Écurie et la Chambre du Roy de Jean-Claude Malgoire.
En 1974, il cofonde avec le chanteur haute-contre Jean Belliard l'Ensemble Guillaume de Machaut. En 1978, il écrit la musique du film Perceval le Gallois, réalisé par Éric Rohmer.
Guy Robert fonde en 1979 l'ensemble Perceval, groupe instrumental et vocal spécialisé dans le répertoire musical profane du Moyen Âge. L'ensemble enregistre, sous le label Arion, plusieurs disques de musiques des troubadours et trouvères, dont un album consacré au Jeu de Marion et Robin d'Adam de la Halle.
Comme interprète de musique contemporaine, il participe à des créations de Georges Aperghis, Jean-Pierre Guézec et Georges Couroupos.
Guy Robert meurt le 30 mars 2020 à Saumur,.